# Dubkí (Nóvgorod)
|  | Per a altres significats, vegeu «Dubkí». |

Dubkí (en rus: Дубки) és un poble de l'óblast de Nóvgorod, a Rússia, segons el cens del 2011 tenia 10 habitants.